# 荒井广幸
荒井广幸（1958年5月15日—）日本前政治家、参议院议员、日本新黨改革幹事長。

## 生平
荒井广幸1958年5月15日出生于福岛县。1980年任早稻田大学雄辩会干事长，1987年28岁当选福岛县议会最年轻议员。2010年参加第22回参议院议员通常选举比例区，当选。
2016年7月11日、荒井宣佈解散新党改革，自己也退出政壇。